# Chaoyang Airport
Chaoyang Airport är en flygplats i Kina. Den ligger i provinsen Liaoning, i den nordöstra delen av landet, omkring 250 kilometer väster om provinshuvudstaden Shenyang.
Runt Chaoyang Airport är det ganska tätbefolkat, med 124 invånare per kvadratkilometer. Närmaste större samhälle är Chaoyang, 4,1 km nordost om Chaoyang Airport. Trakten runt Chaoyang Airport består till största delen av jordbruksmark.
Genomsnittlig årsnederbörd är 786 millimeter. Den regnigaste månaden är juni, med i genomsnitt 211 mm nederbörd, och den torraste är januari, med 3 mm nederbörd.